# Burgerpartij Nederland
De Burgerpartij Nederland (BPN) was een Nederlandse politieke partij. De partij werd formeel op 17 augustus 1994 opgericht door ex-leden van de Centrumdemocraten (CD), die zich niet meer konden vinden in de gang van zaken bij die partij. De slogan van de partij werd: 'het normale alternatief'. De partijvoorzitter werd Robert J. van der Eijk, voormalig CD-gemeenteraadslid in Roosendaal. Zijn zoon en mede-raadslid Erik C.J. van der Eijk werd partijsecretaris.

## Geschiedenis
Na de successen van de CD tijdens verkiezingen in 1994 volgde al snel een uittocht van leden, nadat Janmaat controversiële uitspraken deed over de dood van minister Dales en de afkomst van minister Hirsch Ballin. Er waren ook schandalen rondom enkele CD-raadsleden, waaronder het Amsterdamse raadslid Graman die voor een verborgen camera brandstichting bekende. Het Arnhemse raadslid Selhorst werd veroordeeld voor drugshandel.
De BPN is ontstaan nadat A. Poppe als hoofdbestuurslid van de CD werd geroyeerd nadat hij kritiek uitte op de positie van Hans Janmaat binnen die partij. Poppe was toen ook raadslid in Vlissingen. Samen hebben zij de statuten en het verkiezingsprogramma van de CD doorgenomen en extreme onderdelen daaruit geschrapt.
Op 12 juni 1994 stapten de twee CD-raadsleden Bus en Noeken op en maakten de overstap naar de BPN. Als reden voor de overstap gaf Bus aan dat hij niet geafficheerd wil worden met 'mensen die fascistische opmerkingen maken of crimineel zijn'. Hij verwees daarbij onder meer naar de affaire rond het Amsterdamse raadslid Graman.
De partij zou mikken op 'fatsoenlijke Centrumdemocraten' en had een anti-discriminatiebeginsel in haar partijstatuten opgenomen om 'oude en nieuwe nazi's' te weren. Er werden gesprekken gevoerd over samenwerking met het Nederlands Blok van Wim Vreeswijk en Realisten Nederland. De Centrumpartij '86 werd als te extreem gezien.